# Sõmeru
Sõmeru (em estoniano:  Sõmeru vald) é um município rural estoniano localizado na região de Lääne-Virumaa.